# 삼례로
삼례로(Samnye-ro)는 전북특별자치도 전주시 덕진구 조촌동 동산광장 교차로에서 익산시 왕궁면 화산교차로를 잇는 도로이다.

## 주요 경유지
전북특별자치도
- 전주시 덕진구 조촌동 - 완주군 (삼례읍. 봉동읍)

## 노선
| 이름            | 접속 노선                | 소재지        | 소재지                    | 비고          |
| 혁신로와 직결   | 혁신로와 직결            | 혁신로와 직결 | 혁신로와 직결             | 혁신로와 직결 |
| --------------- | ------------------------ | ------------- | ------------------------- | ------------- |
| 동산광장 교차로 | 국도 제21호선 (동부대로) | 전주시        | 덕진구                    |               |
| 삼례교          |                          | 전주시        | 덕진구                    |               |
|                 | 완주군                   | 삼례읍        |                           |               |
| 삼례 교차로     | 완주군                   | 삼례읍        | 국도 제27호선 (평동로)    |               |
| 터미널사거리    | 완주군                   | 삼례읍        | 신금로                    |               |
| 삼례사거리      | 완주군                   | 삼례읍        | 지방도 제799호선 (삼봉로) |               |
| 우석대삼거리    | 완주군                   | 삼례읍        | 동학로                    |               |
| 화산 교차로     | 온수길                   | 익산시        | 왕궁면                    |               |
| 쌍정 교차로     | 국도 제1호선 (호남로)    | 익산시        | 왕궁면                    |               |
| 궁성로와 직결   |                          |               |                           |               |

## 주요 시설및 건물
- GS칼텍스 고랑주유소 (삼례로 72/고랑동 613-14)
- HD현대오일뱅크 명품주유소 (삼례로 97/반월동 612-8)
- CU 전주삼례로점 (삼례로 98/고랑동 614-7)
- SK에너지 행복충전 길상LPG충전소 (삼례로 115/반월동 612-1)
- S-OIL 천지주유소 (삼례로 123/반월동 2-5)
- GS칼텍스 광명주유소 (삼례로 153/화전동 55-2)
- SK에너지 행복충전 고랑LPG충전소 (삼례로 164/고랑동 1080-4)
- SK에너지 황금물류주유소 (삼례로 168/고랑동 1080-1)
- S-OIL 삼례엘피지충전소 (삼례로 297/삼례리 794-3)
- 신협 삼례신협 본점 (삼례로 356/삼례리 918-4)
- GS칼텍스 삼례사랑주유소 (삼례로 363/삼례리 922-10)
- 삼례시장공영주차장 (삼례로 369/삼례리 1410)
- 베스킨라빈스 전북삼례점 (삼례로 382/삼례리 1382-8)
- 아성다이소 삼례점 (삼례로 396/삼례리 1365-8)
- 기아 삼례점 (삼례로 398/삼례리 1316)
- 우석대학교 (삼례로 443/후정리 490)
- 맘스터치 삼례우석대점 (삼례로 424/후정리 19)
- GS25 뉴우석대점 (삼례로 438/후정리 13-32)